# Lava Butte Trail
Pour les articles homonymes, voir Lava.
Le Lava Butte Trail est un sentier de randonnée du comté de Deschutes, dans l'Oregon, aux États-Unis. Situé au sein du Newberry National Volcanic Monument, cette boucle facile fait le tour du cratère volcanique au sommet de la Lava Butte.